# Nupserha flavoapicalis
Nupserha flavoapicalis là một loài bọ cánh cứng trong họ Cerambycidae.